# Mexikanische Badmintonmeisterschaft 1997
Die Mexikanische Badmintonmeisterschaft 1997 fand in Guadalajara statt. Es war die 49. Auflage der nationalen Titelkämpfe von Mexiko im Badminton.

## Sieger und Finalisten
| Disziplin    | Gold                             | Silber                   |
| ------------ | -------------------------------- | ------------------------ |
| Herreneinzel | Bernardo Monreal                 | Luis Lopezllera          |
| Dameneinzel  | Verónica Estrada                 | Ana Laura de la Torre    |
| Herrendoppel | Luis Lopezllera Bernardo Monreal | Arturo Amaya Jesús López |
| Damendoppel  | Verónica Estrada Laura Amaya     | keine Daten              |
| Mixed        | Bernardo Monreal Laura Amaya     | keine Daten              |